# Hülya Şenyurt
Hülya Şenyurt, född den 10 november 1973 i Ordu, Turkiet, är en turkisk judoutövare.
Hon tog OS-brons i damernas extra lättvikt i samband med de olympiska judotävlingarna 1992 i Barcelona.